# Falukorvsvisan
Falukorvsvisan är en barnsång  med text skriven av Astrid Lindgren och med musik av Georg Riedel.  Den publicerades 1991 i Hujedamej och andra visor av Astrid Lindgren. Sången förekommer i filmen Alla vi barn i Bullerbyn från 1986.

## Publicerad i
- Hujedamej och andra visor av Astrid Lindgren, 1991
- Barnens svenska sångbok, 1999, under rubriken "Sånger för småfolk".

## Inspelningar
En tidig inspelning gavs ut på skiva 1999.